# Carlos Casares (partido)
Pour les articles homonymes, voir Carlos Casares (homonymie).
Le partido de Carlos Casares est une subdivision de la province argentine de Buenos Aires. Fondé en 1907, son chef-lieu est Carlos Casares.